# Normansmåra
Normansmåra (Galium normanii) är en måreväxtart som beskrevs av Anders Dahl. Enligt Catalogue of Life ingår Normansmåra i släktet måror och familjen måreväxter, men enligt Dyntaxa är tillhörigheten istället släktet måror och familjen måreväxter. Arten har ej påträffats i Sverige. Inga underarter finns listade i Catalogue of Life.